# Aéroport international de Brașov-Ghimbav
L'aéroport international de Brasov-Ghimbav (code IATA : GHV • code OACI : LRBV) est un aéroport actuellement en construction à Ghimbav, situé à une distance de 12 km de Brașov (Roumanie). C’est le premier aéroport international construit en Roumanie à partir de zéro ces 50 dernières années.
La piste a une longueur de 2 820 m et une largeur de 45 m et des trottoirs en béton de 7,5 m. Sur la piste sera capable d'atterrir et de décoller tout type d'avion, sauf l'A380, qui nécessite un terminal spécial et une piste plus longue. Le 21 mai 2014, le premier avion a décollé et atterri sur la piste du nouvel aéroport. L'autoroute A3 passera près de l'aéroport. 
Brasov sera la 17e ville de Roumanie à disposer d'un aéroport. De par sa taille, le terminal de l'aéroport de Brașov sera le troisième du pays, après l'aéroport Henri-Coandă d'Otopeni et l'aéroport de Cluj-Napoca. L’inauguration de l’aéroport a eu lieu le 15 juin 2023.

## Construction
En 2006, l'Agence du domaine de l'État roumain a transféré 110 hectares de terres au département de Brașov. Intelcan Canada devait développer et construire l'aéroport en coordination avec les départements de Brașov, Harghita et Covasna ainsi que la ville de Ghimbav. La charte de l'aéroport a été officiellement signée le 14 novembre 2005. Intelcan a inauguré la construction de l'aéroport le 15 avril 2008. L'objectif initial d'achèvement était de vingt-quatre à trente mois. Cependant, en raison de problèmes juridiques et d'un manque de fonds, les travaux de construction s'étaient arrêtés et Intelcan a quitté le projet, étant ensuite remplacé par les autorités locales.
La piste de l'aéroport a été officiellement inaugurée le 3 octobre 2014. Ronan Keating a été le premier passager à utiliser la piste de l'aéroport en 2019, cinq ans après sa construction.
Les travaux de construction du terminal passagers ont débuté le 17 mars 2020 et devaient être achevés le 1er mars 2021. 
Le 11 mars 2021, le président du Conseil départemental de Brașov, Adrian-Ioan Veştea, a annoncé que, près d'un an après le début des travaux de construction du terminal passagers de l'aéroport international de Brașov, ils étaient terminés. Il reste encore quelques retouches à finaliser comme l'installation du mobilier, l'installation des équipements et systèmes nécessaires au fonctionnement de l'aéroport, les tests de tous les composants, l'assainissement des espaces.
Il était prévu que le « tarmac » de l'aéroport (la zone destinée au stationnement des avions) puisse recevoir jusqu'à 3 avions simultanément, avec la possibilité de l'étendre à une capacité de 15 avions, si nécessaire.
La construction d'une voie ferrée d'une longueur de 8 km, reliant le nouvel aéroport à la Gare de Brașov, est en projet.
Le premier vol commercial a eu lieu le 15 juin 2023.

## Situation
| \| 50 km1:1 922 000 \| Bacău Baia Mare-Maramureș Brașov Bucarest-Aurel-Vlaicu Bucarest-Henri-Coandă Cluj-Napoca Constanța Iași Sibiu Târgu Mureș Timișoara Arad Craiova Oradea Satu Mare Suceava |
| 50 km1:1 922 000 |

## Compagnies aériennes et destinations
| Compagnies      | Destinations |
| --------------- | --- |
| Aegean Airlines | En saison charter: Héraklion-N. Kazantzákis |
| Animawings      | En saison charter: Antalya |
| Dan Air         | - Barcelone-El Prat, - Bruxelles-National, - Dubaï Al Maktoum, - Dublin - Londres-Gatwick, - Madrid-Barajas, - Malaga-Costa del Sol, - Munich-F. J. Strauß, - Nuremberg-A. Dürer, - Oslo-Gardermoen, - Rome Léonard-de-Vinci/Fiumicino, - Stuttgart, - Tel Aviv - Ben Gourion, - Valence |
| HiSky           | En saison charter: Antalya, Hurghada |
| Wizz Air        | Dortmund, Londres-Luton |

Edité le 14/03/2023